# Schronisko turystyczne „Widok na Tatry”
Schronisko turystyczne „Widok na Tatry” – nieistniejące górskie schronisko turystyczne w Beskidzie Małym, pomiędzy szczytami Magurki Wilkowickiej i Czupla, położone na wysokości ok. 900 m n.p.m. 

## Historia
Schronisko zostało wybudowane przed 1914 przez Karola Sikorę z Łodygowic. Była to drewniana chata z werandą, z której rozciągała się panorama m.in. na Tatry i Pasmo Babiogórskie. Wewnątrz znajdowała się restauracja z jadalnią, natomiast zaplecze noclegowe w 1914 stanowiły 2 sypialnie, łącznie z 8 łóżkami. Na początku lat 30. XX wieku dostępne były 4 pokoje z 14 łóżkami oraz strych, mogące łącznie pomieścić 30 osób.
By zachęcić do odwiedzania schroniska zarówno Polaków jak i Niemców, właściciel umieścił na budynku napis Schronisko – Schutzhaus – Widok na Tatry (część nazwy po niemiecku usunięto po 1918).
25 lutego 1926 w schronisku powstała stacja turystyczna Oddziału Babiogórskiego Polskiego Towarzystwa Tatrzańskiego. Po śmierci męża gospodarowanie obiektem przejęła Maria Sikora z synem i synową. W okresie międzywojennym schronisko było chętnie odwiedzane przez polskich turystów, omijających obiekt Beskidenverein na Magurce Wilkowickiej. Przynętą była też słynna w okolicy szafa grająca.
Schronisko przetrwało II wojnę światową. Spłonęło w 1967 i nie zostało odbudowane.
Pozostałości fundamentów schroniska znajdują się przy szlaku  z Magurki Wilkowickiej na Czupel, na ogrodzonej działce. 